# Тернопільська загальноосвітня школа № 11
Тернопільська загальноосвітня школа № 11 — середній освітній комунальний навчальний заклад Тернопільської міської ради в м. Тернополі Тернопільської області.

## Історія
Школа заснована в 1962 році. 22 лютого виконавчий комітет Тернопільської міської ради депутатів трудящих ухвалив рішення відкрити школу у звільненому приміщенні СШ № 11 по вулиці Леніна, 80 (нині проспект Степана Бандери, 14). На 1 вересня школа нараховувала 13 класів, у яких навчалося 520 учнів. Педагогічний колектив — 25 вчителів.
30 серпня 1965 року школу реорганізовано з восьмирічної у середню.
Перший випуск Тернопільської СШ № 11 відбувся у 1967 році. Атестат про середню освіту отримав 51 учень.
У 1972 році навчальному закладу надали нове приміщення по вулиці Богдана Хмельницького, 15. Педагогічний колектив налічував 58 учителів, навчалося 842 учні.
15 липня 1976 року рішенням виконавчого комітету Тернопільської Ради депутатів трудящих відкрито середню школу № 11 по вулиці Примакова, 6 (нині Генерала Тарнавського, 6). Це була одна з перших новобудов на масиві «Сонячний». Найбільше учнів навчалося в 1981/1982 — 2646, з них у 1-3 класах — 1151 учень. Навчання були в три зміни. У 1979/1980 — 43 класи і 1500 учнів.

## Сучасність

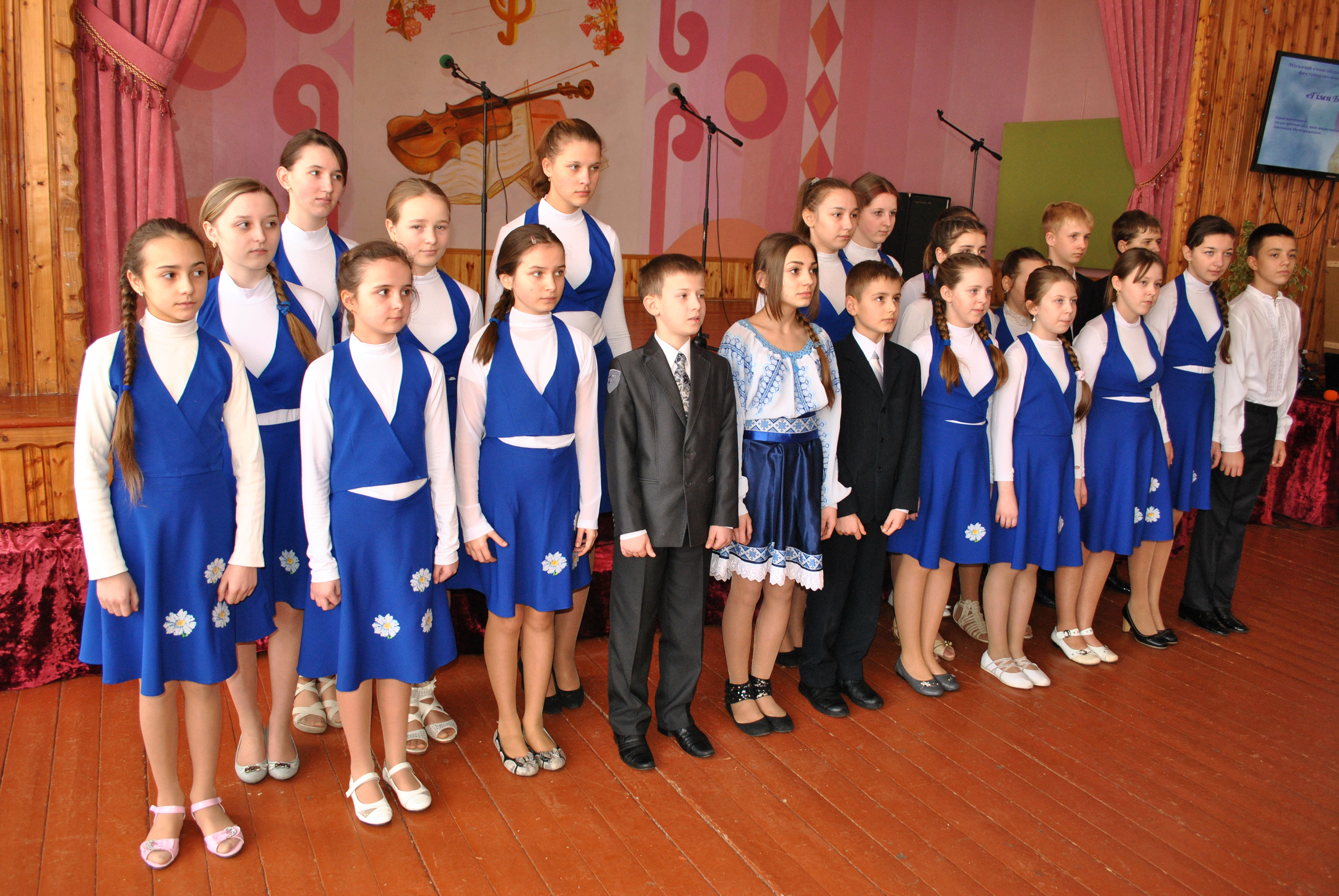
Учнівський хор школи на міському етапі обласного дитячого фестивалю-конкурсу духовної пісні «Гімн Богу», присвяченого 1030-річчю від дня народження Антонія Печерського, який відбувся 20-21 березня 2013 року в актовому залі Тернопільської ЗОШ № 19. Керівник Н. Курило

У 32 класах школи навчається 937 учнів.
У школі викладають англійську, французьку та польську мови.

## Педагогічний колектив
Директори
- Олександр Макарович Щербина — 1962—1971,
- Олександр Федорович Щербаков — 25 серпня 1971 — 1976,
- Віктор Кирилович Сидорко — 15 липня 1976 — 2003,
- Павло Степанович Літинський — від 2003.

## Відомі учні, випускники
- Богдан Буяк (нар. 1974) — український науковець, громадський діяч, політолог, ректор Тернопільського національного педагогічного університету імені Володимира Гнатюка.
- Василь Іванчук (нар. 1968, Копичинці) — український шахіст, міжнародний гросмейстер, віце-чемпіон світу за версією ФІДЕ,[1] чемпіон світу з бліцу та швидких шахів, триразовий переможець супертурніру в Лінаресі, переможець шахових олімпіад.
- Лілія Мусіхіна (нар. 1978) — українська письменниця, етнограф, громадська діячка, активістка тернопільської «Самооборони», волонтер.